# Helge Bengtsson

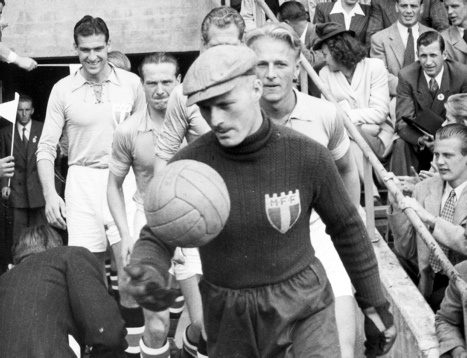
Bengtsson vor dem Pokalfinale 1945

Helge Bengtsson (* 19. Dezember 1916 in Malmö; † 10. Februar 2001) war ein schwedischer Fußballspieler. Der Torwart, der mit Malmö FF viermal schwedischer Landesmeister wurde, bestritt ein Länderspiel für die schwedische Nationalmannschaft.

## Werdegang
Bengtsson schloss sich 1934 Malmö FF an. 1937 debütierte er für die Mannschaft in der Allsvenskan und konnte sich als Stammspieler festsetzen. Zwei Jahre später kam der Torwart zu einem inoffiziellen Länderspieleinsatz, als die Landesauswahl gegen den englischen Klub FC Arsenal antrat. In der Spielzeit 1943/44 feierte er an der Seite von Kjell Rosén, Börje Tapper und Erik Nilsson seinen ersten großen Erfolg, als die Mannschaft mit fünf Punkten Vorsprung auf IF Elfsborg und AIK den ersten Gewinn des Von-Rosens-Pokals für den Meistertitel in der Vereinsgeschichte errang und im selben Jahr den Svenska Cupen holte.
In den folgenden Jahren spielte Bengtsson mit dem Klub regelmäßig um den Meistertitel. Zunächst triumphierte er mit Malmö FF nach Finalsiegen in den Wettbewerben 1946 und 1947 im Landespokal, ehe die mit Spielern wie Karl-Erik Palmér oder Stellan Nilsson verstärkte Mannschaft in der Spielzeit 1948/49 erneut den schwedischen Meistertitel holte. Dafür belohnte ihn das Auswahlkomitee der schwedischen Nationalmannschaft und unter Trainer George Raynor debütierte er am 2. Oktober 1949 im Rahmen der Qualifikation zur Weltmeisterschaft 1950 beim 8:1-Erfolg über die finnische Nationalmannschaft im Nationaljersey. Da die Auswahl-Mannschaft mit Kalle Svensson und Torsten Lindberg auf der Torhüterposition gut besetzt war, blieb dies das einzige Länderspiel des seinerzeit 32-Jährigen.
Im folgenden Jahr verteidigte Bengtsson mit Malmö FF den Titel, indem sie im gesamten Saisonverlauf ohne Niederlage blieb und nur zwei Unentschieden zuließ. Inklusive der nächsten Spielzeit, als erneut der Titelgewinn gelang, stellte die Mannschaft dabei einen Rekord auf, als sie saisonübergreifend in 50 aufeinander folgenden Spielen ohne Niederlage blieb. Erst am letzten Spieltag der Spielzeit 1950/51 kassierte die Mannschaft beim Absteiger AIK ihre einzige Saisonniederlage.

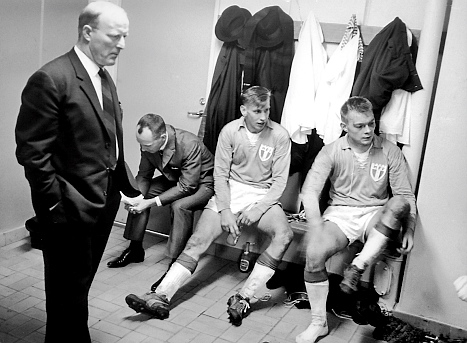
Bengtsson als sportlicher Leiter mit Larsson und Granström nach der verpassten Meisterschaft 1964

Anschließend beendete Bengtsson nach 501 Spielen für Malmö FF seine aktive Karriere und arbeitete als Trainer für Kulladals FF und Svedala FF. Später kehrte er zu Malmö FF zurück, um Posten im Vorstand und als sportlicher Leiter zu übernehmen.
Hauptberuflich arbeitete Bengtsson für Statens Järnvägar, die schwedische Staatseisenbahn. Zunächst war er als Lokführer tätig, später übernahm er Aufgaben der Verkehrsleitung.